# Валелата Норд (Латина)
Валелата Норд је насеље у Италији у округу Латина, региону Лацио.
Према процени из 2011. у насељу је живело 286 становника. Насеље се налази на надморској висини од 108 м.